# 馬祖列島
馬祖列島（馬拼：Mā-tsū Liek-tō，平話字：Mā-cū Liĕk-dō̤）是隸屬中華民國福建省連江縣的群島，位於臺灣海峽正北方，面臨閩江口、連江口和羅源灣，距中國大陸最近點約9.25公里。主要由南竿島（馬祖島）、北竿島、高登島、亮島、東莒島（東犬島）、西莒島（西犬島）、東引島、西引島及附屬小島共計36個島嶼、礁嶼組成，面积29.6平方公里，居民人口13,000多人。
1999年以馬祖列島為範圍的馬祖國家風景區成立，隸屬於交通部觀光署管理。除了地形地貌和人文特色外，因地理位置關係而成為多種候鳥過境或渡冬的區域，2000年成立馬祖列島燕鷗保護區，主要針對白眉燕鷗、紅燕鷗、蒼燕鷗、鳳頭燕鷗、黑尾鷗、岩鷺、插尾雨燕等7種鳥類。2000年6月曾在此發現在世界鳥類紅皮書中被列為臨絕種的黑嘴端鳳頭燕鷗共4對，每年的最佳賞燕鷗季為5月到8月。
馬祖除通用中華民國國語之外，還通用馬祖話，當地稱為「平話」、「馬祖話」，官方則稱之為「福州語」或「馬祖閩東 (福州) 語」。
中華人民共和國主張擁有馬祖列島主權，將馬祖列島列為中國福建省福州市連江縣管轄之下。

## 歷史

### 早期

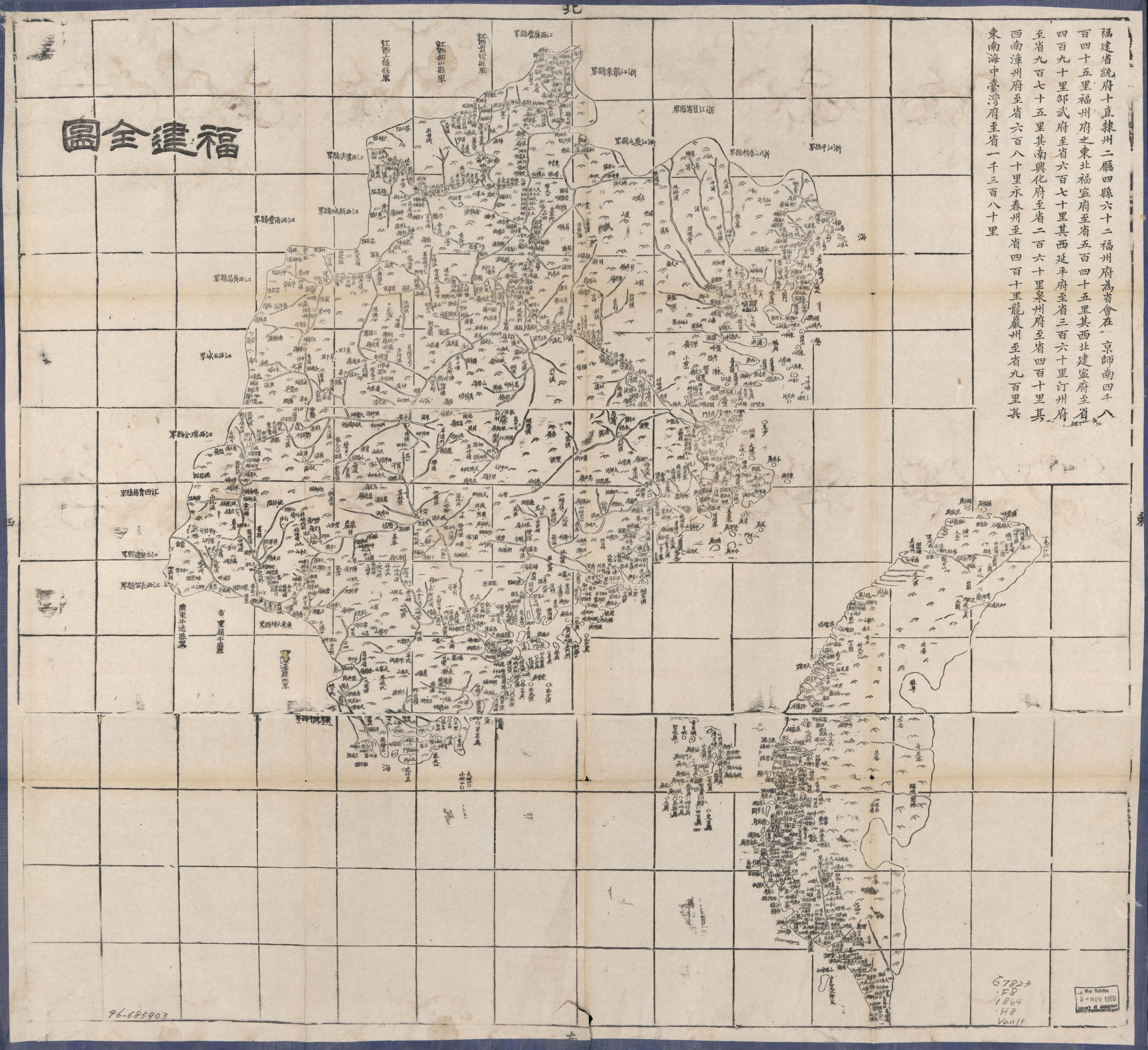
包括馬祖群島在內的福建省歷史地圖（1864年）

元朝時，來自福建、浙江的華人開始遷徙到島上。根據清初《使琉球記》中記載，宋朝福建湄洲的孝女林默娘（人稱媽祖），廿八歲時，因父兄駕船駛至閩江口海域，突遇巨風大浪，船毀人溺，媽祖得知，飛身入海拯救父兄，因而溺斃罹難，媽祖遺體當年隨海漂流至閩江口附近的小島（即今日馬祖的南竿），被漁民打撈上岸，並將媽祖埋葬在海岸邊。湄洲鄉親不見媽祖下落，認為她羽化昇天成仙，遂建湄洲媽祖廟作為紀念。馬祖人則認為，媽祖葬於現今馬祖南竿馬港天后宮宮內的靈穴石棺中，且興廟供奉，相傳至今。這個島因而被稱為「媽祖島」，爾後又改為「馬祖」。馬祖地名因此而來，媽祖也成為馬祖居民最重要的信仰，此後數百年來，網捕業奠定了馬祖列島聚落發展的基礎。
清初張學禮所著《使琉球紀》中記載「通官謝必振稟云： 『天妃姓蔡，此地人；為父投海身亡，後封天妃。本朝定鼎，尚未封』。」
「媽祖投海救父身亡」的流傳，極可能是馬祖當地將蔡姑婆（蔡紅亨）的傳說與媽祖（林默）信仰混淆加工後出現。
與臺灣和澎湖群島不同的是，馬祖列島在1895年並未因《馬關條約》割讓給大日本帝國。由於其地理位置位於航運業的路線上，英國於1904年於東引島興建了東湧燈塔，以方便周邊海域的船舶航行。

### 民國初期

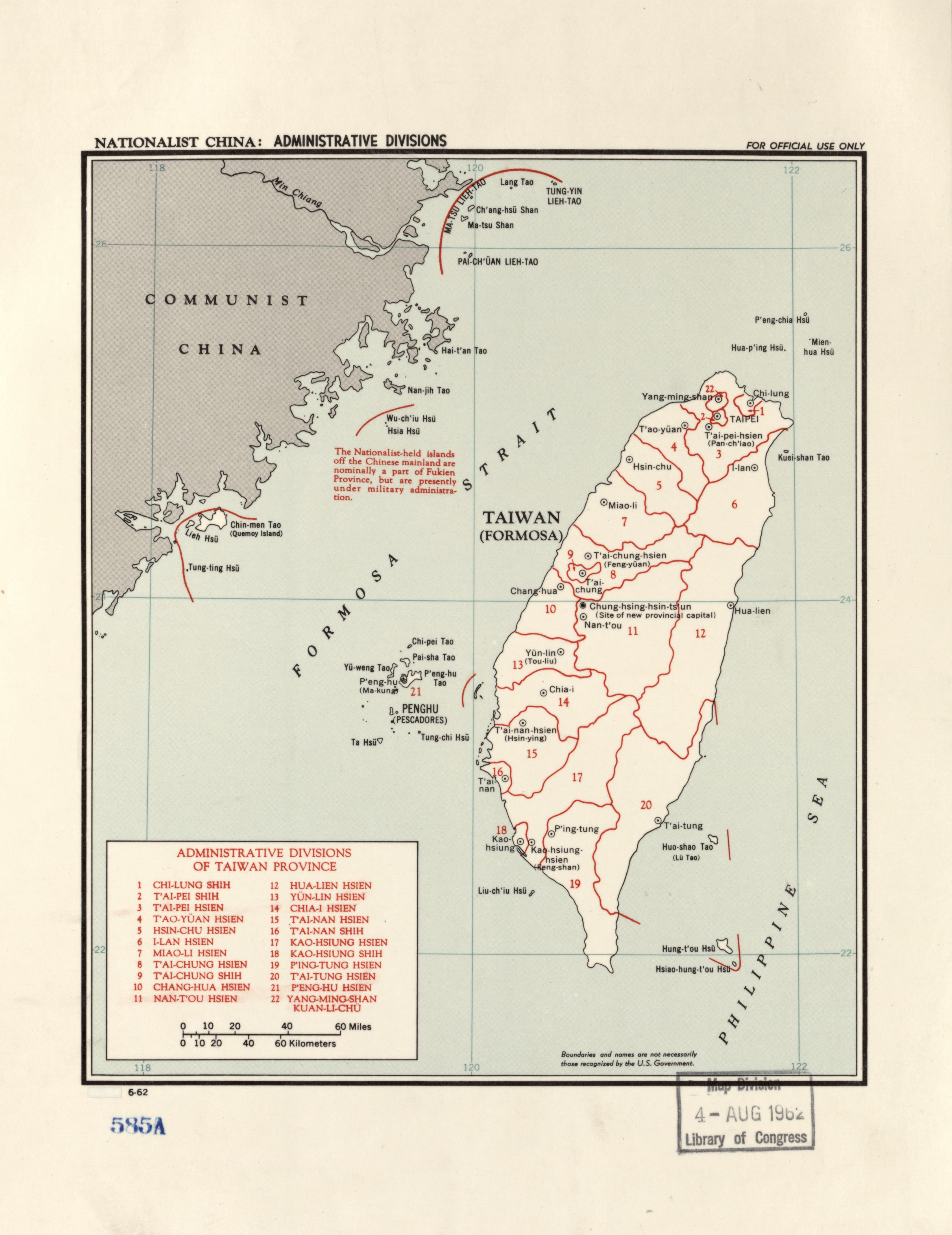
1962年，美國國會圖書館所繪製的地圖

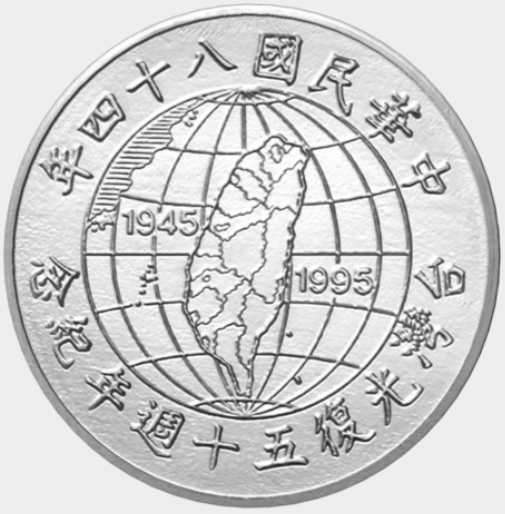
臺灣光復50週年紀念幣的10元正面地圖，左上為馬祖列島

1911年10月10日爆發辛亥革命後，清朝專制遭到推翻，隔年1月1日中華民國成立。馬祖列島隨後交由中華民國福建省管轄。1937年9月10日，由於中国抗日战争的爆發，日本透過偽軍侵佔了北竿島和南竿島，雖無日軍登島駐防，但仍切斷列島與內地航行，使得兩座島嶼成為福建首批被日本佔領的島嶼之一，其他附屬島嶼在二戰期間並被日本軍隊佔領，因為它們在軍事上並無重要價值，直至1945年8月15日日本投降。

### 軍事前線時代
二戰結束後，中華民國收復馬祖列島，由於國共內戰因素，1948年12月10日，中華民國政府發佈全國戒嚴令，從此馬祖列島進入戒嚴，中國共產黨於1949年控制中國大陸大部份地區。1949年10月1日，共產黨成立了中華人民共和國政府，其中包括今天福建省連江縣的行政管理。1949年底，政府從中國大陸撤退到臺灣，但仍管轄連江縣部分近海地區（即馬祖列島），以及金門縣（金門列島）的大部分地區。馬祖列島全境隨即進入「軍管時期」。
1950年12月15日，馬祖行政公署正式成立，當時範圍包括今連江縣（馬祖群島），以及今海島鄉、台山列島等區域，1952年，中華民國政府陸續棄守四礵、岱山（台山列島）、西洋（西洋島群）、浮鷹（浮鷹島群）四區，1953年7月上旬，國軍失守西洋島（現海島鄉）後，8月於南竿成立連江縣政府，將南竿區、北竿區改制為南竿鄉、北竿鄉，白肯區成立長樂縣政府，管轄東湧區、白肯區。9月長樂縣白肯區劃分為白肯鎮及東肯鄉。
1955年6月，中華人民共和國在福建省福州市平潭縣平潭島周圍進行大量道路和軍事建設，包括通往大陸砲兵陣地的道路，這些陣地可能被用來保護海壇海峽，該海峽被認為是對馬祖群島進行兩棲作戰的有利區域。1958年7月，解放軍開始在金門和馬祖周圍區域集結兵力，並於8月23日使用『虛打馬祖、實取金門』的戰略。開始轟炸金門，引發第二次臺海危機。
1960年美国总统选举中， “金門與馬祖”一詞成為美國政治語言的一部分。在辯論中，兩位候選人，副總統理查·尼克森和參議員約翰·甘迺迪都承諾在必要時使用美軍來保護臺灣免受中華人民共和國的入侵，美國並不承認中華人民共和國是中國的合法政府。 然而在1960年10月7日的第二次辯論中，兩位候選人則對是否應該用美軍來保護臺灣的前線陣地金門和馬祖表達不同的意見。甘迺迪表示，這些島嶼距中國大陸海岸僅9公里（5.5 英里），距臺灣170公里（106英里）——在戰略上是不可防禦的，對臺灣的防禦不是必不可少的。尼克松堅稱，金門和馬祖都在「自由地區」，原則上不應向共產黨投降。
1960年10月13日第三次辯論後，甘迺迪的顧問與時任國務卿克里斯蒂安·赫脱交談，並表示甘迺迪願意修改他在金門和馬祖問題上的立場，以免給共產黨人留下美國不會團結一致反對的印象。之後尼克松指出甘迺迪的立場發生了變化，但決定不強調此點，因為當時美國在極其緊張的局勢中，總統候選人所扮演的角色相當重要。最後共和黨和民主黨的民意調查顯示，尼克松的立場得到了壓倒性的支持。

### 當代
1992年，中華民國宣告金門、馬祖、東沙及南沙地區臨時戒嚴措施解嚴，取消戰地政務，此後，連江縣政府對於馬祖列島地方建設步伐加快。 1999年，以馬祖列島為範圍的馬祖國家風景區成立，隸屬於交通部觀光局管理。 自2001年1月2日起，馬祖列島與中國大陸的福建省之間開始進行小規模的通商、通航和通郵，此小型三通模式被稱為小三通。2015年1月1日後，來自中國大陸的游客抵達馬祖列島後，可直接辦理出入境通行證。這一特權也適用於澎湖和金門，以作為促進台灣離島旅遊業的一種手段。2015年12月，黃岐─馬祖航線被引入小三通。
2020年，由於中國大陸的抽砂船在馬祖列島周邊海域進行非法採砂，引起了馬祖群島和行政院對當地海洋環境破壞、水下通信電纜損壞以及海岸侵蝕的擔憂，導致立法院通過「中華民國專屬經濟海域及大陸礁層法」第18條修正草案，加重違法越界抽砂刑度。
2023年2月，馬祖與台灣本島的海底電纜全斷，使得馬祖居民的通信服務遭到影響。

### 馬祖戰地文化景觀
馬祖的戰地文化景觀概因1950年代起之世界冷戰及國共對峙，才逐步建置。包括軍方以防禦為目的之地上與地下軍事設施等各種人工構造物、精神標語、圖繪等；以及民間於戰地政務時期因受軍事影響而設置之與民防、生活、生產等相關的設施。因此，連江縣政府於2020年8月31日，依據《文化資產保護法》就歷史，科學，美學三面向的理由，將馬祖的四鄉五島範圍登錄為馬祖戰地文化景觀。也因為馬祖冷戰時期的戰地文化景觀，反映當時特殊的時空情境，「馬祖戰地文化」於2003年被文建會遴選為臺灣世界遺產潛力點之一。

## 地理
| 鄉名   | 島名   | 面積（公頃） |
| ------ | ------ | ------------ |
| 南竿鄉 |        | 1,064.50     |
|        | 南竿島 | 1043.32      |
| 北竿鄉 |        | 930.00       |
|        | 北竿島 | 643.63       |
| 莒光鄉 |        | 525.87       |
|        | 東莒島 | 263.91       |
|        | 西莒島 | 236.51       |
| 東引鄉 |        | 440.19       |
|        | 東引島 | 321.93       |

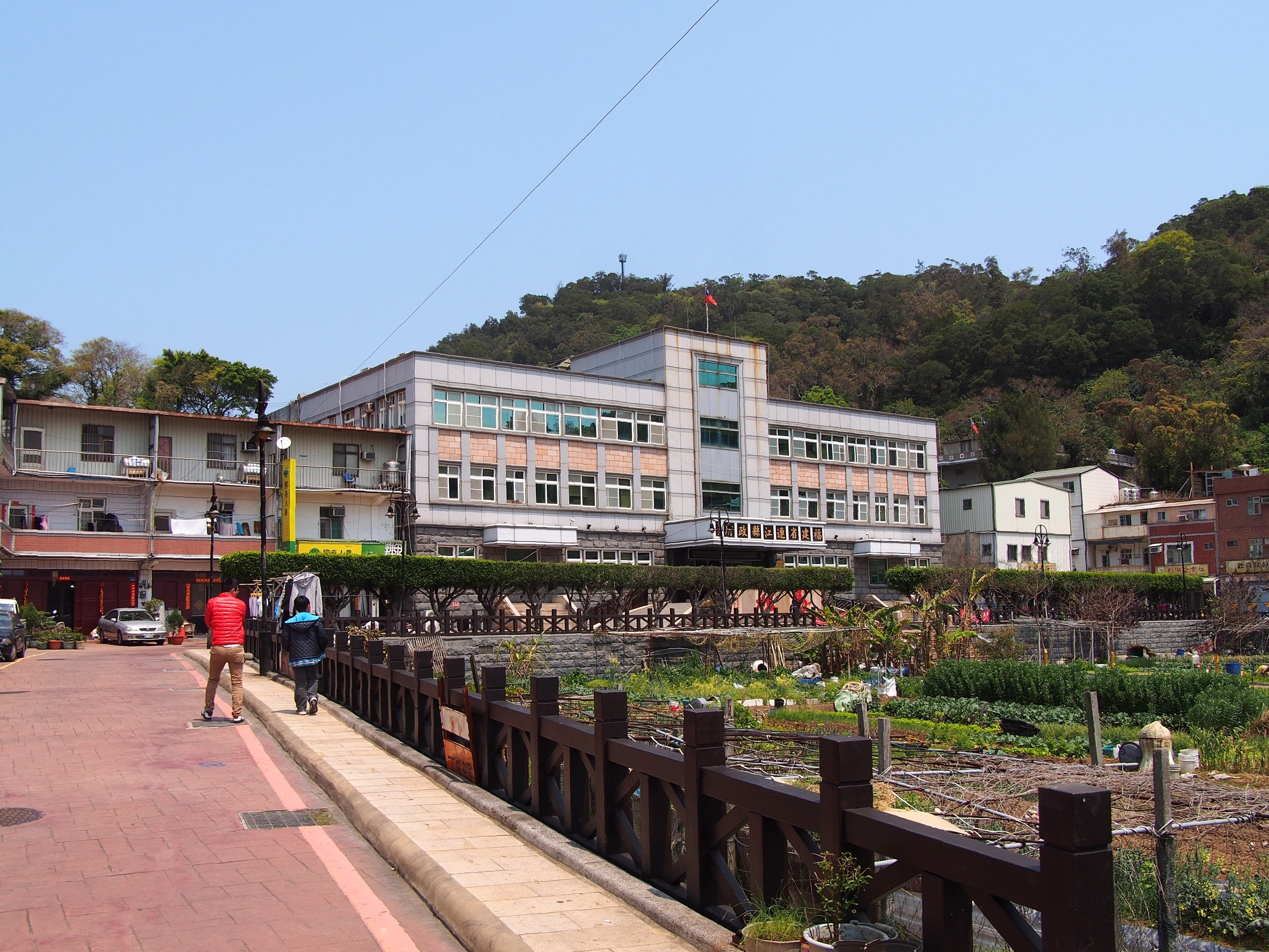
連江縣政府大楼

馬祖列島由36個島嶼和小島組成，其中包括五個主要島嶼，即南竿島、北竿島、東引島、東莒島和西莒島，小島包括現屬北竿鄉的亮島、高登島、大坵島等，黄岐半岛與馬祖之間的距離是中華人民共和國政府管轄的連江縣與馬祖列島之間的最短距離。
馬祖列島最北點為東引鄉北岸（北緯26度23分）；最南點莒光鄉林拗嶼南岸（北緯25度56分）；極東點東引鄉世尾山東岸（東經120度30分）；極西為南竿鄉津沙村西岸（東經119度54分），馬祖列島距離臺灣島114海里、金門152浬、澎湖180浬，與閩江口相距約15公里，離福建北茭半島約9.25公里。列島的陸域面積為29.6平方公里，全縣各島海岸線總長為138公里。
馬祖列島的地質條件上為花崗岩錐狀島嶼，地勢起伏大且陡峭。北竿島的壁山標高291.7公尺，為馬祖列島第一高峰。南竿島的第一高峰是雲台山，標是246.4公尺，已列為台灣小百岳之一。地形多谷地、灣澳，海岸地區花崗質岩石，受風化及波浪侵蝕作用，多崩崖、險礁、海蝕洞、海蝕門等地形，部分灣澳地區經過沖積與堆積作用形成沙灘、礫石灘、卵石灘。全縣4鄉只有東引沒有沙灘。
行政區劃上：東莒、西莒原屬於長樂，東引、西引原屬於羅源。由於內戰等重大變故，1956年7月福建省政府在國防部撤銷「福建省第一區行政督察專員公署」後，決定將上述各地悉數劃入連江縣，管轄至今。

## 氣候
馬祖地區屬亞熱帶海洋性氣候，四季分明，冬冷潮濕，春夏交際多霧，秋天氣候平均較為穩定。馬祖的緯度略高於台灣北部（約一度），惟因靠近中國大陸的大陸型氣候，氣溫比台北低，年平均溫度為攝氏18.6度，日夜溫差亦大，每年氣溫12月至2月間最低，3月份以後慢慢上升；7、8月氣溫最高，月平均溫度在29度左右，此後逐漸下降，2月份月均溫最低，僅10度左右。
風速在10月至翌年3月間，大陸冷氣團南下，有強烈東北季風吹襲，故風速最大；尤其是3至5月間，開始吹南風形成多雲霧的天氣，即為平流霧。每年春天，南風從台灣海峽帶來暖濕空氣，和氣溫較低的馬祖地面、水域接觸，便形成濃霧。平流霧的厚度可達七、八百公尺以上，天氣好時的日間太陽輻射最多只能消除雲層頂部一部分，因此；如果平流霧歷久不散，能見度驟降，這就是為何馬祖地區的航班常常於此季節飛飛停停的原因。
馬祖地區全年降雨量多集中於4至5月，颱風則多發生於7、8月，年平均雨量約1,060公釐，不到台灣雨量的一半，雨季集中在4至9月的梅雨季及颱風季。
马祖因四周环海又多风，当地居民多利用花岗岩块，沿着山坡地兴建，其结构多为方正双层独栋建筑，窗户小开于高处，窗棂以石条为骨架，屋脊为曲线造型如火焰燃烧般的“封火山墙”，屋顶以红或灰瓦覆盖并于接缝处压上石头，以防强烈海风吹刮侵袭。部分房屋受到南洋的欧式建筑影响，俗称“洋楼”或“蕃囝搭”。
| 馬祖（1971年至2000年） | 馬祖（1971年至2000年） | 馬祖（1971年至2000年） | 馬祖（1971年至2000年） | 馬祖（1971年至2000年） | 馬祖（1971年至2000年） | 馬祖（1971年至2000年） | 馬祖（1971年至2000年） | 馬祖（1971年至2000年） | 馬祖（1971年至2000年） | 馬祖（1971年至2000年） | 馬祖（1971年至2000年） | 馬祖（1971年至2000年） | 馬祖（1971年至2000年） |
| 月份                   | 1月                    | 2月                    | 3月                    | 4月                    | 5月                    | 6月                    | 7月                    | 8月                    | 9月                    | 10月                   | 11月                   | 12月                   | 全年                   |
| ---------------------- | ---------------------- | ---------------------- | ---------------------- | ---------------------- | ---------------------- | ---------------------- | ---------------------- | ---------------------- | ---------------------- | ---------------------- | ---------------------- | ---------------------- | ---------------------- |
| 平均高温 °C（°F）      | 14.0 (57.2)            | 15.2 (59.4)            | 16.8 (62.2)            | 21.2 (70.2)            | 24.4 (75.9)            | 28.0 (82.4)            | 32.0 (89.6)            | 32.2 (90.0)            | 29.8 (85.6)            | 26.0 (78.8)            | 21.2 (70.2)            | 15.6 (60.1)            | 23.2 (73.8)            |
| 平均低温 °C（°F）      | 5.2 (41.4)             | 6.4 (43.5)             | 7.6 (45.7)             | 11.6 (52.9)            | 17.2 (63.0)            | 20.8 (69.4)            | 24.8 (76.6)            | 24.4 (75.9)            | 22.0 (71.6)            | 19.6 (67.3)            | 14.0 (57.2)            | 9.2 (48.6)             | 15.2 (59.4)            |
| 平均降水量 mm（）      | 40.0 (1.57)            | 53.6 (2.11)            | 92.0 (3.62)            | 81.6 (3.21)            | 94.4 (3.72)            | 170.4 (6.71)           | 162.6 (6.40)           | 131.4 (5.17)           | 148.6 (5.85)           | 57.4 (2.26)            | 29.6 (1.17)            | 20.8 (0.82)            | 1,082.4 (42.61)        |
| 来源：中央氣象局       |                        |                        |                        |                        |                        |                        |                        |                        |                        |                        |                        |                        |                        |

## 物產

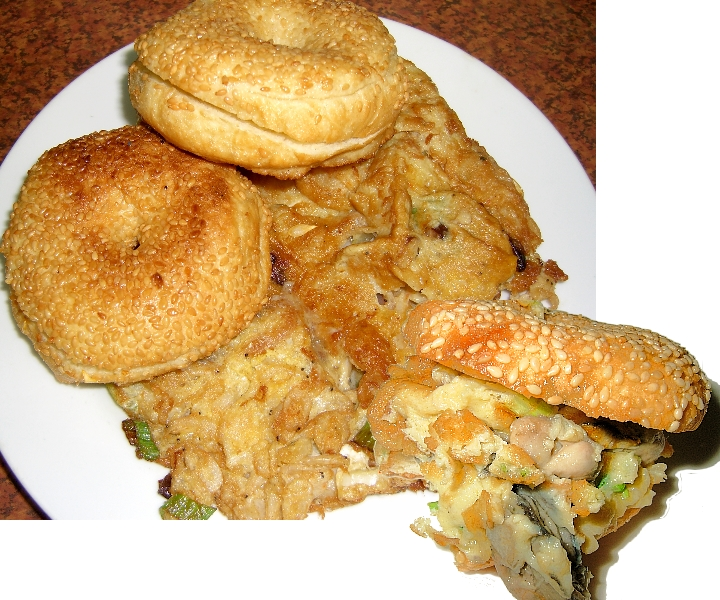
馬祖-繼光餅

馬祖的美食有清蒸黃魚、淡菜、筆架、東莒光蛤、魚麵、黃金餃（地瓜餃）、(虫弟)餅、蘿蔔絲餅、紫菜、繼光餅等，特產有八八坑道高粱、東湧陳高、老酒、魚麵、黃魚、紅糟、米醋、馬祖酥、芙蓉酥、黃金餃（地瓜餃）、金銀花茶等。
繼光餅，相傳明朝大將戚繼光曾鎮守於馬祖清剿倭寇，為了能夠在執行任務的時候還能填飽肚子，戚繼光將軍將圓型的麵餅中間戳一個洞，讓烤熟以後的麵餅可以穿過繩子綁在腰間或胸口，方便將士們行軍、執行任務時食用，因而得名。 
麥蔥（馬蔥），在馬祖俗稱野蔥，這種野蔥普遍生長於馬祖四鄉五島的山坡地，每到冬、春兩季，就是野蔥生長的旺季，在北竿鄉懷道樓（以前的831）旁的山坡地、莒光堡旁的山坡地一帶生長的最多最易摘採。
黃金餃（甘包），又名地瓜餃，是馬祖道地的甜點，主要由地瓜粉調製而成。黃金餃的內餡是取等比例的花生和糖混合，再加酌量的五香粉、豬油及蔥末攪拌而成，在外型的變化上，可以包成水餃、三角圓等形狀。可水煮、油炸，各有風味。

## 文學

### 文學史及相關論述
文學史及其相關論述方面，目前還沒有「馬祖文學史」及其相關議題的專書出版；博碩士論文方面，目前已經有人研究馬祖列島的民間傳說，篇目有：曹詩穎〈馬祖民間傳說研究〉、陳孜涵〈馬祖列島民間傳說研究〉。

### 民間文學、戰地標語
在俗諺語的研究著作出版方面，目前已有陳高志《馬祖俗諺析論》(一)、(二)出版；其他文類著作的出版有：鄭有諒的《遺留馬祖戰地中的精神標語》、陳春梅的《煙硝下的教化記憶》、苦苓的《我在離離離島的日子》。

### 基金會、藝文團體
地方性的文學、藝文團體有：「連江縣北竿文化推展協會」、「馬祖藝文協會」、「連江縣馬祖文史工作協會」、「馬祖雲台文化協會」、「馬祖閩東文化交流協會」、「馬祖東莒文化促進協會」、「馬祖鼓板協會」、「連江縣攝影學會」、「馬祖閩東建築藝術發展協會」、「媽祖在馬祖文化交流協會」、「馬祖芙蓉海畫會」、「馬祖雅韻合唱團」等。

### 文學活動
文學活動方面，2009年連江縣政府舉辦首屆「馬祖文學獎」徵文活動，並且將得獎作品集結出版。

## 民俗活動

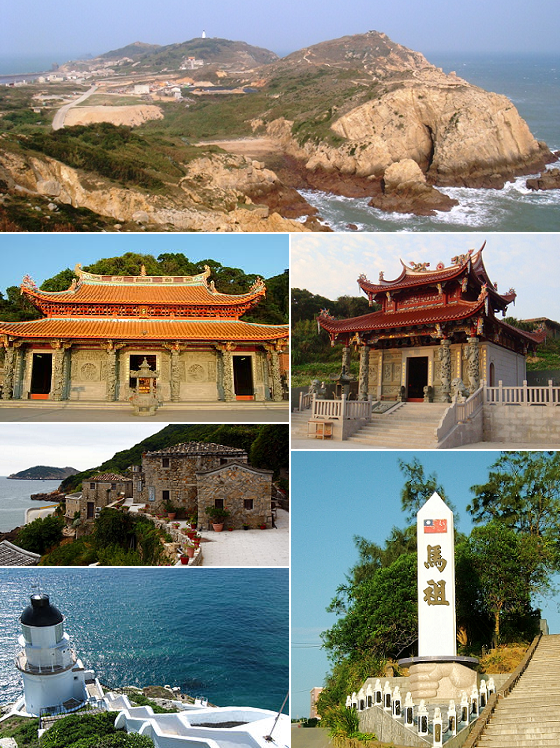
連江縣（馬祖）的蒙太奇

### 元宵擺暝
「擺暝」是馬祖話「排夜」之意，即在元宵節前後各廟宇訂有自己「擺暝」的行程，信眾在廟宇供桌上排放自家準備的供品祀神，而廟宇則舉辦迎神繞境的活動。

### 做出幼
南竿鄉復興村牛角社區每到秋季舉辦之地方青年成年禮，來由是信眾感念臨水夫人庇佑小孩平安長大成人，而在這時舉行地區青年，通常為馬祖高中之學子的成年禮。系列活動有古禮成年禮、勇闖平安關、臨水夫人文化論壇等。

### 補庫
補庫之意是焚化庫寶（馬祖話的金紙元寶）給神明，以補充神明的財庫。馬祖各村至少建有一座廟宇為村民之信仰中心，神明管轄村莊的範圍稱為「境」，信徒認為神明的社會如同人類社會，一樣會有他村神明來本境作客、或凶神惡煞過境要周旋打發等需要支出錢財的時候，為了使神明能有錢財運用保護村民，而定期舉行補庫儀式，焚化元寶給神明使用。
補庫前由廟委或社頭統計補庫戶數及收取各戶費用。補庫當天下午，各戶準備一份供品或白米送至廟宇，紅紙書寫「弟子某某某敬叩」；廟方會準備包子、麵糊等食品和紙錢，由道士誦經後布施餓鬼，後再焚化神明的庫寶，儀式後廟方會在廟埕、村頭村尾、村莊交界安插令旗，表示神明鎮守村境、阻絕邪祟；參加補庫的家戶則領回供品或白米，以及蓋有神諱、廟印的布符，將其張貼門楣之上，表示神明鎮宅平安。當晚舉行「食福」，有參加補庫之家戶派員參加聚餐，餐後取回福品（包子、太平蛋等）。

### 媽祖昇天祭
連江縣政府近來於每年農曆九月初九重陽節舉辦「媽祖在馬祖--昇天祭」，以「媽祖在馬祖」作為招徠觀光客之口號與行動，也讓世人以此感念媽祖孝順慈愛的精神。

### 鐵板燒塔節
燒塔節在閩東一帶已相傳百年，是福州傳來的中秋團體活動，南竿鄉仁愛村（舊稱鐵板村）之鐵板社區每年會舉辦燒塔節，民眾書寫祈願卡與除穢卡，並準備一些可燃的舊物和除穢卡，一同擲入火中，象徵燒除邪穢。

並以紅磚堆成高塔形，火在其中燃燒，民眾以協會準備之投擲物丟向高塔，若能從塔尖之洞口投入塔內燃燒，則象徵步步高陞。

### 喜碟
馬祖人相信臨水夫人有賜子、安胎、助產、護幼等功德，若家中有人結焝、生子，則隔年在正月十五日臨水夫人聖誕之中午過後，在神龕前擺設十盤喜碟、十杯喜酒、一碗水煮蛋、一碗紅花或白花、一對燭、十雙筷子，祈求添丁或答謝神明。
喜碟10道為餅乾、糖果、果子等食物，如棗子、花生、桂圓、瓜子，寓意「早生貴子」。白花為祈求生男孩，紅花為祈求生女孩，儀式直至正月十五日晚上，過子時（晚上11時）後便可以將供品收起，禮成後將白花（求男）或紅花（求女）插在水煮蛋上，將蛋帶回家放在床頭，起床後就可以把蛋吃掉，祈求願望達成。

## 相關
- 2012年連江縣博弈公民投票
- 福州民系

### 引用
1. ↑  台灣的國家風景區 陳永森；林孟龍/著 ISBN 9867630211 2004年2月出版
2. ↑  張, 學禮. . 維基文庫.   [2022-07-30]. （原始内容存档于2022-06-30）. （页面存档备份，存于）
3. ↑  王, 花俤. .
4. ↑  陳佳鑫 陳昌維. . 公視新聞網. 2021-07-15  [2021-07-15]. （原始内容存档于2021-07-15）. （页面存档备份，存于）
5. ↑  楊仁江. . 內政部連江縣政府. 1996-03 （中文（臺灣））.
6. ↑   [History of Beigan Major Events (1928-1960)]. 馬祖資訊網.   [2019-09-02]. （原始内容存档于2022-02-19） （中文（臺灣））. 民國二十六年九月十日：北竿、南竿被日軍侵占，成為福建最早淪陷的島嶼。 （页面存档备份，存于）
7. ↑  林金炎.  . 2014-09-15: 46. ISBN 978-986-90943-0-6. 0910日軍透過偽軍侵佔馬祖列島的南、北竿島，成為福建最早淪陷的島嶼。《連江縣志，大事紀P.34，連江縣地方志編纂委員會，2000.6，方志出版社。》
8. ↑  林金炎. . 2011-06-24  [2020-02-21]. （原始内容存档于2022-06-12）. 12月15日、福建省政府成立「馬祖行政公署」，行政區以島為單位，改設馬祖為八區，即「南竿」、「北竿」、「白肯」、「東湧」、「四礵」、「岱山(台山)」、「西洋」、「浮鷹」區 （页面存档备份，存于）
9. ↑  . 馬祖資訊網. 2008-06-25  [2020-02-22]. （原始内容存档于2022-06-06） （中文（臺灣））. 鄉政沿革：39年12月15日，「馬祖行政公署」成立於南竿，將原設之區署及鄉公所撤銷，行政區域改以島為單位，改設南竿、北竿、白肯、東湧、四霜、西洋、浮鷹、岱山等8區，各區設區公所，區下設村、伍，為地方基層行政組織... （页面存档备份，存于）
10. ↑  . CIA: 1–2. 1953-12-16  [2020-02-21] –網際網路檔案館. [Sanitized]評論:中國國民黨遊擊隊於7月初從赤竹道地區的島嶼撤出，現在集中在銀山（N 26-22，E 120-30）。赤州台、雙豐道、馬奇克和川山現在被中國共產黨控制，儘管沒有被軍隊佔領。國民黨已經失去了對這些島嶼的控制，他們極難返回該地區。
11. ↑  Robert B. Norris. . UNC-CH. November 2010  [4 October 2020]. （原始内容存档于2019-06-07）. （页面存档备份，存于）
12. ↑  Norris, Robert B. . American Diplomacy. November 29, 2010  [2014-04-01]. （原始内容存档于20 October 2018）. （页面存档备份，存于）
13. ↑  .  事件发生在 52:34.   [December 7, 2019]. （原始内容存档于April 16, 2019） –C-SPAN.
14. ↑  . 甘迺迪圖書館: 53,58–61.   [2019-08-21]. （原始内容存档于2019-08-21）. （页面存档备份，存于）
15. ↑  . 美國政府出版局. 1961: 163  [2022-02-19]. （原始内容存档于2022-06-08） –Google Books. （页面存档备份，存于）
16. ↑  Chris Matthews. . October 2013: 653  [2022-02-19]. ISBN 9781476764696. （原始内容存档于2022-06-06）. （页面存档备份，存于）
17. ↑  . October 7, 1960  [4 October 2020]. （原始内容存档于2022-02-20）. （页面存档备份，存于）
18. ↑  Victor Lasky. . 1963: 444 –Internet Archive.
19. ↑  . mtcc.gov.tw.   [2015-10-20]. （原始内容存档于2015-03-25）. （页面存档备份，存于）
20. ↑  .   [2015-12-04]. （原始内容存档于2015-12-08）. （页面存档备份，存于）
21. ↑  Chen Chien-Yu . . 中國時報. 24 December 2015  [19 March 2020]. （原始内容存档于2022-06-07） （中文（臺灣））. （页面存档备份，存于）
22. ↑  . 中國日報. 16 December 2019  [19 March 2020]. （原始内容存档于2022-02-20）. （页面存档备份，存于）
23. ↑  Wen Lii. . 外交家雜誌. 12 August 2020  [23 August 2020]. （原始内容存档于2021-01-30）. （页面存档备份，存于）
24. ↑  蘇思云. . 中央社. 2023-02-17  [2023-02-17]. （原始内容存档于2023-04-26）. （页面存档备份，存于）
25. ↑  . 华尔街日报. 2023-03-08  [2023-03-09]. （原始内容存档于2023-04-19）. （页面存档备份，存于）
26. ↑  .   [2023-06-21]. （原始内容存档于2023-05-28）. （页面存档备份，存于）
27. ↑  .   [2023-04-13]. （原始内容存档于2022-08-08）. （页面存档备份，存于）
28. 1 2  . . 連江縣政府.   [2022-10-21]. （原始内容存档于2021-08-05）. （页面存档备份，存于）
29. ↑  . . 連江縣政府.   [2022-10-21]. （原始内容存档于2021-08-05）. （页面存档备份，存于）
30. ↑  . 馬祖國家風景區. 2020-05-05  [2020-08-22]. （原始内容存档于2021-05-01）. （页面存档备份，存于）
31. ↑  . 馬祖國家風景區. 2020-04-23  [2020-08-22]. （原始内容存档于2021-05-01）. （页面存档备份，存于）

## 外部連結
- 島引馬祖 （页面存档备份，存于）
- 馬祖資訊網 （页面存档备份，存于）
- 連江縣政府 （页面存档备份，存于）
- 文化馬祖 （页面存档备份，存于）
- 記憶馬祖
- 馬祖記憶庫 （页面存档备份，存于）
- 馬祖好食 （页面存档备份，存于）
- 馬祖好神 （页面存档备份，存于）
- 勝利堡‧馬祖戰地文化博物館 （页面存档备份，存于）
- 馬祖日報新聞資料庫 （页面存档备份，存于）
- 馬祖文史資料查詢系統 （页面存档备份，存于）
- 馬祖國家風景區 （页面存档备份，存于）
- 馬祖住宿通 （页面存档备份，存于）
- 戀戀馬祖.馬祖影像 （页面存档备份，存于）
- 南竿鄉公所全球資訊網 （页面存档备份，存于）
- 北竿鄉公所全球資訊網 （页面存档备份，存于）
- 攀講馬祖 （页面存档备份，存于）
- 莒光鄉公所 （页面存档备份，存于）
- 馬祖酒廠 （页面存档备份，存于）
- 馬祖境天后宮 （页面存档备份，存于）
- 金板境天后宮 （页面存档备份，存于）
- 馬祖國家風景區 交通部觀光局 （页面存档备份，存于）
- 馬祖愛趴GO的Facebook專頁
- 馬祖國家風景區的Instagram帳戶